# Cha Kum-chol
Dans ce nom coréen, le nom de famille, Cha, précède le nom personnel.
Pour les articles homonymes, voir Cha.
Cha Kum-chol est un haltérophile nord-coréen né le 19 juillet 1987.

## Championnats du monde d’haltérophilie 2007
Jusqu’alors inconnu, Cha Kum-chol a créé la surprise en obtenant la médaille d'or dans la catégorie des moins de 56 kg, lors des championnats du monde 2007 d'haltérophilie organisés à Chiang Mai, en l’emportant sur le chinois Li Zheng, tenant du titre. Ayant soulevé l’un et l’autre 283 kg, les deux champions ont été départagés par les 50 grammes qui les séparaient lors de la pesée d'avant compétition. 
Cha Kum-chol a également obtenu deux médailles d'argent lors de cette compétition.